# Parksosaurus
A Parksosaurus (jelentése 'Parks gyíkja', William Parks őslénykutatóra utalva) a hypsilophodontida ornithopoda dinoszauruszok egyik neme, amely a késő kréta időszak kora maastrichti korszakában élt a Horseshoe Canyon Formáció területén, a kanadai Albertában. Többnyire egy részben tagolt csontvázon és egy hiányos koponyán alapul, melyek megmutatták, hogy egy kis méretű, két lábon járó növényevő állat volt. A Parksosaurus a kevés kréta időszak végén, mintegy 70 millió évvel ezelőtt, Észak-Amerikában élt nem hadrosaurida ornithopoda egyike.

## Anatómia

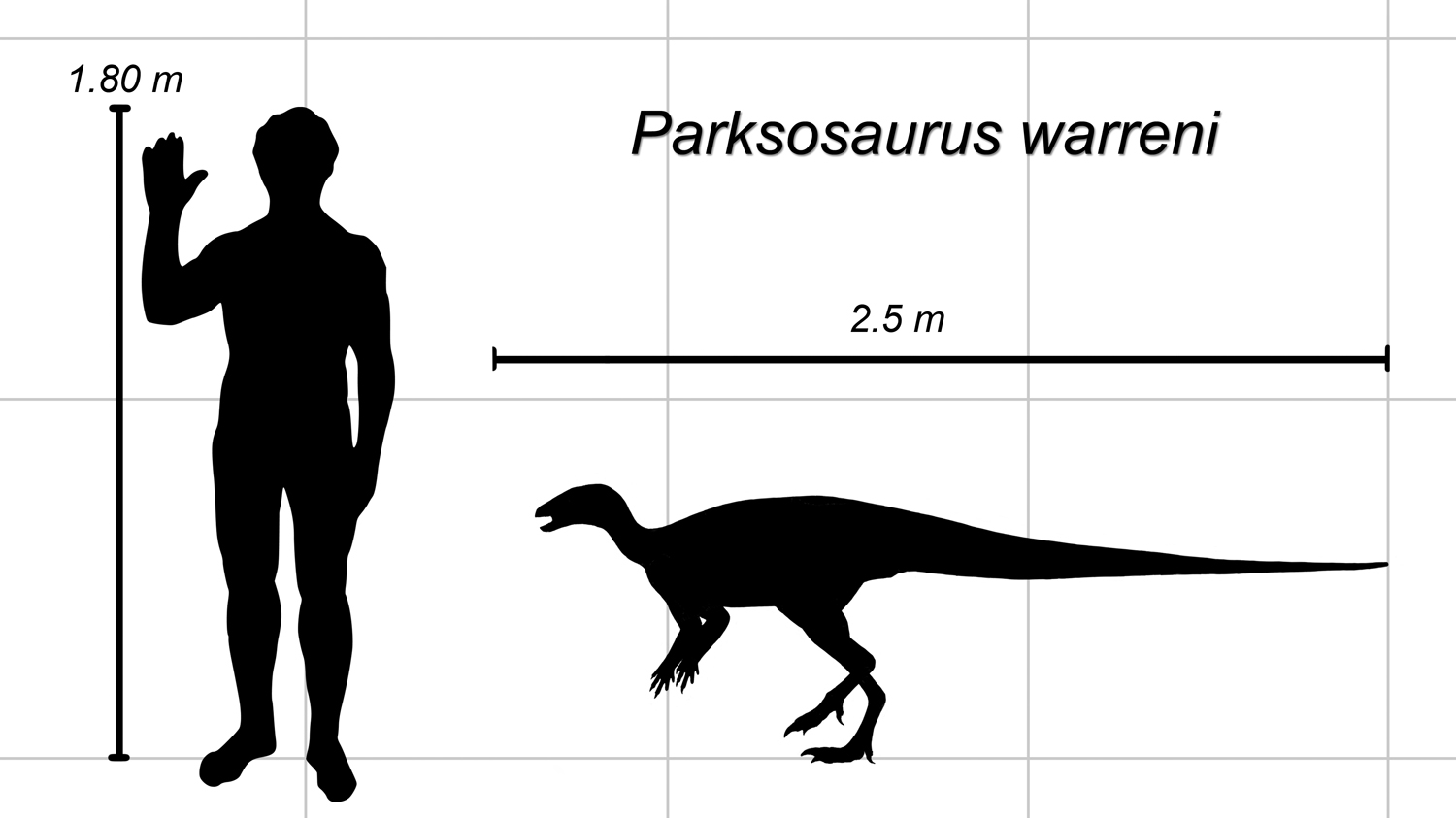
A Parksosaurus és az ember méretének összehasonlítása

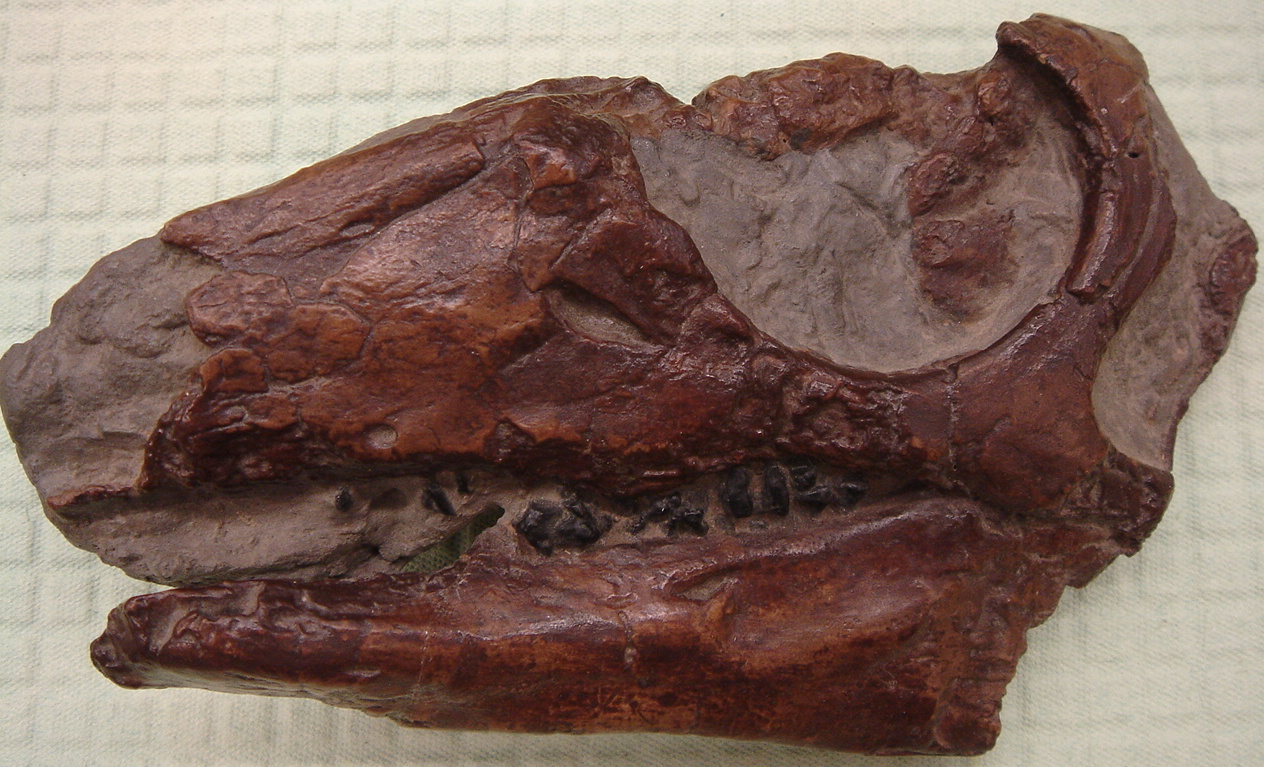
A Parksosaurus koponyája

A teljes méretére vonatkozóan nem végeztek becsléseket, de William Parks úgy találta, hogy a T. warreni hátsó lába nagyjából ugyanolyan hosszú , mint a Thescelosaurus neglectusé (a hossz 93 centiméter a T. warreni és 95,5 centiméter a T. neglectus esetében), bár a T. warreni sípcsontja a T. neglectusétól eltérően rövidebb, a combcsontnál. Ezáltal az állat az aránybeli eltérések ellenére, a hosszát tekintve összevethető a jobban ismert Thescelosaurusszal (a csípőmagassága körülbelül 1 méter, a hossza pedig 2–2,5 méter). Lehet, hogy az aránybeli eltérések miatt könnyebb volt, de kisebb súly koncentrálódott a combja környékére is. A Thescelosaurushoz hasonlóan a bordái mentén vékony kötőszövetből álló lemezek helyezkedtek el.

## Osztályozás
A Parksosaurust a leírása óta hypsilophodontidának tekintik. Az újabb áttekintések ezt röviden kommentálják, viszont David B. Norman és kollégái (2004-ben), a parafiletikus Hypsilophodontidae család felépítésével kapcsolatban rájöttek, hogy ez a csoport a Thescelosaurus testvértaxonja, Richard Butler és kollégái (2008-as) véleménye szerint pedig közel állhat a dél-amerikai Gasparinisaura nemhez. Jelenleg azonban a bazális ornithopoda törzsfejlődés kevéssé ismert, noha vizsgálat tárgyát képezi. A Thescelosauruséhoz hasonlóan a Parksosaurus hátsó lába aránylag robusztus, hosszú, előrefelé ívelő rész nélküli koponyája is a többi hypsilophpdontidáéra hasonlít.

## Felfedezés és történet
1926-ban William Parks, őslénykutató Thescelosaurus warreni néven leírást készített a Royal Ontario Múzeum ROM 804-es jelzésű csontvázáról, amit az akkoriban Edmonton Formációnak nevezett képződményben (mai nevén Horseshoe Canyon Formáció) fedeztek fel a Red Deer folyó mentén, Rumsey Ferry közelében. Mikor rátaláltak, egy elveszett csőrű részleges koponyából, a vállöv bal felének nagy részéből (amihez a gyíkoknál általában megtalálható suprascapularis csont tartozik, amiről úgy hitték, hogy az ornithopodák esetében kötőszövetként volt jelen a lapocka durva végénél), a kézfej nélküli bal karból, bordákból, a szegycsont darabjaiból, egy sérült bal csípőből, a jobb medencecsontból, a lábujj csontok nélküli bal lábból, a hát, a csípő és a farok összefüggő csigolyáiból, valamint a farok végét beborító elcsontosodott inakból állt. Az állat teste a bal oldalára dőlt, a jobb oldala nagy része pedig megsemmisült az eltemetődést megelőzően; továbbá a feje levált a testről, a nyaka pedig elveszett. Parks a láb arányai alapján a T. neglectustól; a combcsontnál hosszabb sípcsontja és hosszú lábujjai alapján pedig a T. warrenitől különböztette meg.
Charles M. Sternberg a Thescelosaurus edmontonensisnek elnevezett példány felfedezését követően áttekintette a T. warrenit, és úgy találta, hogy igazolt, hogy egy saját nemet hozzon létre a számára (a szokványostól eltérő módon egy kivonatban nevezte el, de a példányról készült teljes leírás). 1940-ben egy jóval teljesebb összehasonlítást mutatott be, és a test különböző részein több különbséget is talált a két nem között. A Parksosaurus nemet a Hypsilophodontinae alcsaládhoz kapcsolta a Hypsilophodonnal, a Dysalotosaurusszal, és a Thescelosaurust tartalmazó Thescelosaurinae alcsaláddal együtt. A nemmel mindaddig kevesen foglalkoztak, amíg Peter Galton az 1970-es években meg nem kezdte a hypsilophodontidák áttekintését. A Parksosaurusról 1973-ban új leírás készült, amiben a Hypsilophodon\Laosaurus\L. minimus fejlődési vonalhoz kapcsolták. Ezután azonban ismét feledésbe merült.
George Olshevsky 1992-ben a faj nevét P. warrenae-re változtatta, mivel egy hölgy (Mrs. H. D.  Warren) tiszteletére alkották meg, de az interneten levő website-okat leszámítva az eredeti írásmódot használják.

## Ősökológia és ősbiológia
A Parksosaurus a Horseshoe Canyon Formációban levő életterét olyan dinoszauruszokkal osztotta meg, mint a lapos fejű hadrosaurida, az Edmontosaurus, a tüskés fejdíszű Saurolophus és az üreges fejdíszű Hypacrosaurus, az ankylosauridák közé tartozó Euoplocephalus, a nodosaurida Edmontonia, a szarvas dinoszauruszok közé tartozó Montanoceratops, Anchiceratops, Arrhinoceratops és Pachyrhinosaurus, a pachycephalosaurida Stegoceras, a struccszerű Ornithomimus és Struthiomimus, több különféle alig ismert kis theropoda, köztük troodontidák és dromaeosauridák, valamint a tyrannosauridák közé tartozó Albertosaurus és Daspletosaurus. Az ebben a formációban élt dinoszauruszokat néha edmontoniakként emlegetik, megkülönböztetve őket a fentebb és lentebb található formációkból származó állatoktól. A Horseshoe Canyon Formációról azt gondolják, hogy erős óceáni hatás alatt állt a kréta időszak nagy részén a kontinens középén húzódó Nyugati Belső Víziút miatt, ami a sekély észak-amerikai epikontinentális tenger részét képezte.
A Parksosaurus hypsilophodontidaként kis, gyors, két lábon járó növényevő lehetett, amely közepesen hosszú nyakkal, kis méretű, szarucsőrrel ellátott fejjel, rövid, de izmos mellső és hosszú, erős hátsó lábakkal rendelkezett.

## Fordítás
- Ez a szócikk részben vagy egészben a Parksosaurus című angol Wikipédia-szócikk ezen változatának fordításán alapul.  Az eredeti cikk szerkesztőit annak laptörténete sorolja fel. Ez a jelzés csupán a megfogalmazás eredetét és a szerzői jogokat jelzi, nem szolgál a cikkben szereplő információk forrásmegjelöléseként.